# Азербайджанская письменность на латинском алфавите
Азербайджанская письменность на латинском алфавите — письменность азербайджанского языка, государственного языка Азербайджанской Республики. Является модификацией латинского алфавита, с принятым в 1991 году законом о восстановлении азербайджанского алфавита на латинской графике после обретения Азербайджаном независимости письменность на азербайджанском языке ведется на латинской графике.

## История создания
В институте рукописей НАН Азербайджана имеется архив опубликованных и неопубликованных рукописей Мирзы Фатали Ахундова (1812—1878). Несмотря на то, что Ахундов писал театральные и драматические произведения, он оказал большое влияние на исправление алфавита.
Ахундов работал переводчиком в Тифлисе и начал работу над исправлением алфавита с 1850 года. Его первая попытка была сосредоточена на изменении арабского письма, которое было бы более подходящим для фонетических требований азербайджанского языка.
Изначально Ахундов сосредоточился на идее, что каждый звук должен быть выражен отдельной буквой (при условии, что нет удвоения или игнорирования). В то время как в арабском алфавите было 3 гласных, в азербайджанском алфавите было 9 гласных. Затем Ахундов захотел освободить надпись от точек и петель, которые снижали  скорость чтения. В-третьих, если письмо постоянно пишется без разрыва букв, писать становится легче. Это облегчит читателям поиск того, где начинается слово и где оно заканчивается.
В 1863 году Ахундов выдвинул свою идею в Османском научном обществе в Стамбуле. Его предложение вызвало новую полемику в турецкой прессе. Турецкая пресса и ученые были против этой реформы. Однако поэт Намык Кемаль поддержал  реформу.
Споры разгорались со стороны тех, кто не хотел совершенствовать турецкий язык и очищать турецкий лексикон от арабских и персидских слов. Сторонники старого алфавита в конце концов победили не только в Закавказье, но и в Османской империи. Наибольшее сопротивление вызвали те, кто считал арабский язык священным из-за того, что Священный Коран был написан на арабском языке. В конце концов Ахундов понял, что внести даже незначительные изменения в арабский алфавит невозможно. Архивные материалы института показывают, что Иран также был категорически против этого проекта.
С 1878 года Ахундов отказался от своих попыток изменить арабскую письменность и сосредоточил свое внимание на латинском алфавите, который был заменен на несколько кириллических. Ахундов сказал: «Кто хочет, может использовать традиционную арабскую письменность, а остальные могут использовать новый алфавит». Однако, несмотря на то, что в предлагаемую надпись было включено несколько букв кириллицы, российское правительство не разрешило её введение. И снова проект был отклонен.
Однако он вынес эти проекты на общественную арену, и некоторые ученые начали их обсуждать. В 1886 году, через 7 лет после смерти Ахундова, в газете «Кавказ» была опубликована статья Мирзы Али Мухаммеда об изменении арабской письменности. В 1898 году в прессе была опубликована статья под названием «Арабский алфавит и его недостатки», написанная Фиридун-бек Кочарлинским.
Редактор журнала «Молла Насреддин» (1906—1931) Джалил Мамедкулизаде высказал свое мнение о реформах арабской письменности и алфавита: «Важно заменить эти иероглифы латинским алфавитом».
Нариман Нариманов, один из активных членов правительства в начале XX века, также критиковал арабскую письменность. Н. Нариманов видел решение в принятии кириллицы. Он сам написал несколько работ с этой изменённой письменностью, дополнительно уточнив характерные черты азербайджанской фонетики.
В мае 1922 года образован комитет по переходу на латинскую графику. В 1922 году новый алфавит был утверждён. Азербайджан официально перешел на латиницу 20 октября 1923 года. Ранее использовались оба алфавита. В 1925 году введён в официальное употребление параллельно с арабским. С 1 января 1929 года советское правительство запретило использование арабского алфавита. Большая кампания по сжиганию книг также была направлена на то, чтобы забыть об этой письменности.
Через 5 лет после перехода Азербайджанской ССР на латиницу Турция также перешла на этот алфавит. Однако 10 лет спустя Сталин, вопреки этому шагу турок, ввёл кириллицу во всех мусульманских республиках Советского Союза.
С 1990 года в Азербайджане вновь стали выдвигаться инициативы, связанные с переходом на латинский алфавит. Афат Курбанов был первым ученым, обосновавшим необходимость перехода на новый независимый алфавит научными фактами. 1 августа 1990 года по его инициативе была создана Комиссия по азербайджанскому алфавиту, и, учитывая его знания и навыки специалиста по алфавиту, он был назначен председателем комиссии. Именно новый алфавит, разработанный Азербайджанской алфавитной комиссией, был утвержден и начал применяться в 1992 году.